# Philippa de Clarence
Titres
Comtesse d'Ulster
17 octobre 1368 – 5 janvier 1382
(13 ans, 2 mois et 19 jours)
Comtesse de March
24 août 1369 – 27 décembre 1381
(12 ans, 4 mois et 3 jours)
Philippa de Clarence (autrefois Philippe de Clarence), née le 16 août 1355 au palais d'Eltham dans le Kent et morte le 5 janvier 1382 à Cork en Irlande, est un membre de la maison royale Plantagenêt, suo jure cinquième comtesse d'Ulster.

## Biographie
L'unique enfant de Lionel d'Anvers, 1er duc de Clarence et d'Élisabeth de Bourg, 4e comtesse d'Ulster, son père est le second fils d'Édouard III, roi d'Angleterre et de Philippa de Hainaut.
Le 24 août 1369, elle se marie à l'abbaye de Reading avec Edmond Mortimer, 3e comte de March, alliance qui fut lourde de conséquence dans l'histoire de l'Angleterre. Tant que son cousin germain Richard II Duc d'Aquitaine, roi d'Angleterre, n'avait pas d'enfants, Philippa est l'héritière présomptive au trône. Après sa mort en 1382, ses droits passent à son fils Roger Mortimer. Quand Richard II renonça à la Couronne le 29 septembre 1399, l'héritier en droit était Edmond, dont le père était mort l'année précédente. Cependant le trône est usurpé par un autre cousin germain de Philippa et de Richard II, Henri de Bolingbroke, ce qui fut plus tard la cause de la guerre des Deux-Roses. En raison de la primogéniture de leur lignée dans la succession d'Angleterre, ses descendants issus de la maison d'York réussirent à monter sur le trône, en la personne du roi Édouard IV.
Elle meurt le 5 janvier 1382 à Cork, probablement de fièvre, et est enterrée à l'abbaye de Wigmore.

## Mariage et enfants
De son mariage avec Edmond Mortimer, elle eut :
- Élisabeth (12 février 1371, château d'Usk † 20 avril 1417, château de Portchester), mariée à sir Henry Percy, puis à Thomas de Camoys (1er baron Camoys) ;
- Roger (11 avril 1374, château d'Usk † 20 juillet 1398, motte castrale de Kells), 4e comte de March et 6e comte d'Ulster ;
- Philippa (21 novembre 1375, château de Ludlow † 24 septembre 1401, château d'Halnaker) mariée à John de Hastings (3e comte de Pembroke), puis à Richard FitzAlan (4e comte d'Arundel), ensuite à Thomas de Poynings (5e baron St. John) ;
- Sir Edmond Mortimer (10 décembre 1376, château de Ludlow † 1409, château de Harlech) qui joua un rôle important avec son beau-frère Hotspur dans le destin d'Owain Glyndŵr.